# 緑鉛鉱
緑鉛鉱 (りょくえんこう、pyromorphite) とは、リン酸塩鉱物の一種である。化学式Pb5(PO4)3Cl、六方晶系の鉱物の一つである。結晶は緑色のものが広く知られ、和名にもなっているが、黄色のものも多い。鉛を含む鉱床の酸化帯に見られ、石英などと共生する。
和名の語源は鉛を含む緑色の鉱物であること、英名のpyromorphiteは火を意味する「パイロ」と形を意味する「モルフ」が由来である。英名の通り、加熱して常温で冷ましていくと形が変化し、新しい結晶ができる性質がある。
燐灰石スーパーグループに属し、リンがヒ素に置き換わるとミメット鉱になる（両者の固溶体は「カンピ石」と呼ばれる）。リンがバナジウムに置き換わると褐鉛鉱になる。主な産地は日本の岐阜県神岡鉱山、オーストラリアのニューサウスウェールズ州、フランス、中国など。

## イメージギャラリー

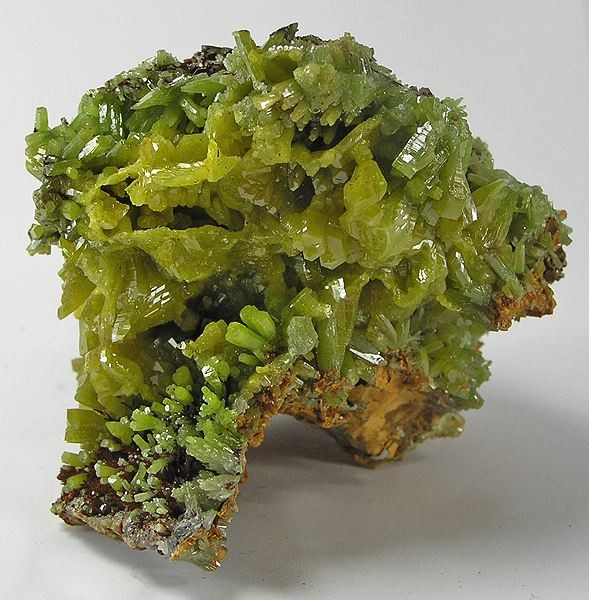
中国産の緑鉛鉱の結晶のポケット
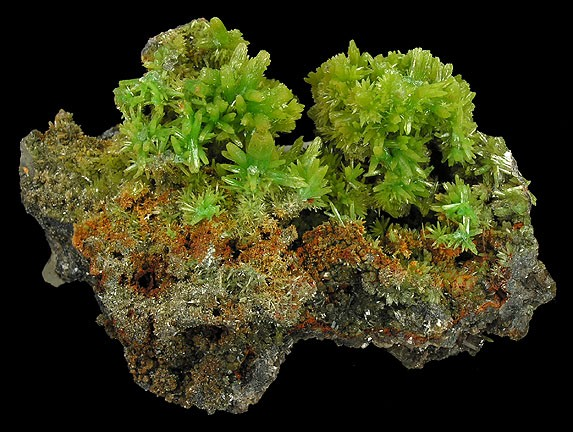
マトリックス上のシャープで光沢のあるアップルグリーンカラークリスタルのミニチュア「スプレー」
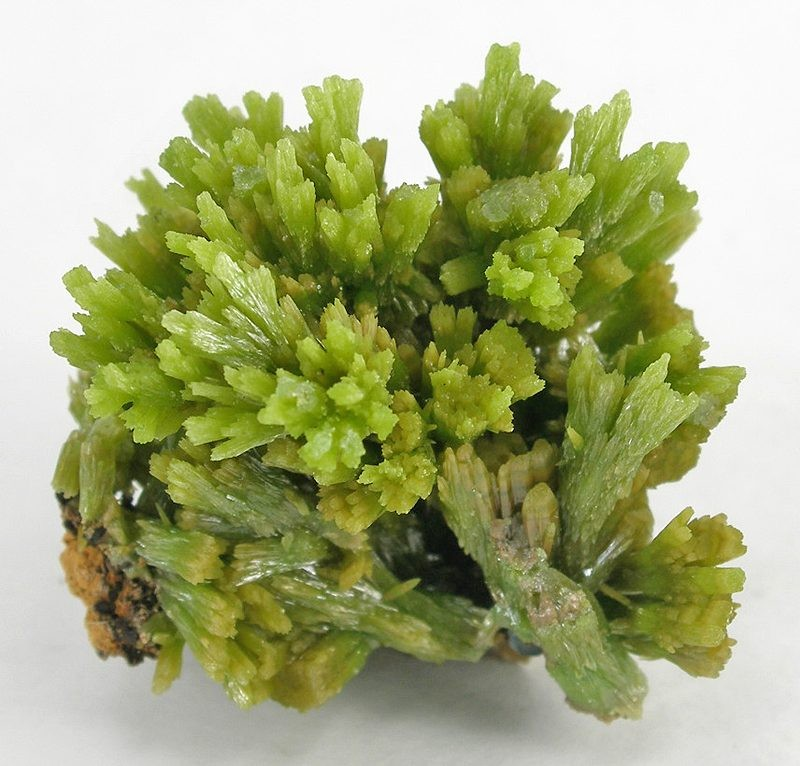
中国広西チワン自治区Daoping鉱山からの緑鉛鉱の微結晶
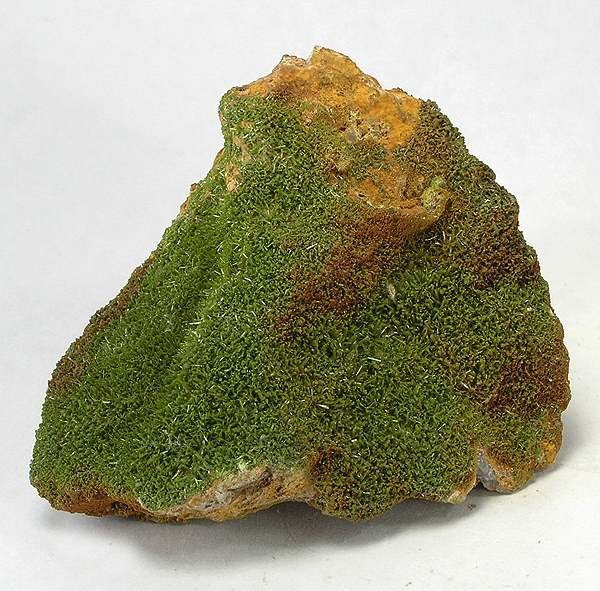
緑鉛鉱の結晶は、大きなマトリックスのディスプレイ側を密に覆っています